# Barry Desmond
Barry Desmond (ur. 15 maja 1935 w Corku) – irlandzki polityk, działacz Partii Pracy, Teachta Dála, eurodeputowany III kadencji, w latach 1982–1987 minister.

## Życiorys
Kształcił się w szkole katolickiej Coláiste Chríost Rí w rodzinnym mieście, następnie studiował w Cork College of Commerce i na University College Cork. Był etatowym działaczem irlandzkich związków zawodowych. Zaangażował się w działalność polityczną w ramach Partii Pracy. W 1969 po raz pierwszy uzyskał mandat posła do Dáil Éireann. Z powodzeniem ubiegał się o reelekcję w wyborach w 1973, 1977, 1981, lutym 1982, listopadzie 1982 i 1987, zasiadając w niższej izbie irlandzkiego parlamentu przez siedem kadencji do 1989.
W okresie parlamentu 22. kadencji (1981–1982) był ministrem stanu (poza składem gabinetu) w departamencie finansów. W grudniu 1982 objął stanowisko ministra zdrowia, które zajmował do stycznia 1987. Do lutego 1986 pełnił jednocześnie funkcję ministra zabezpieczenia społecznego. W latach 1989–1994 sprawował mandat eurodeputowanego III kadencji, w PE był wiceprzewodniczącym frakcji socjalistycznej, a także Komisji ds. Gospodarczych i Walutowych oraz Polityki Przemysłowej.
Z Europarlamentu odszedł przed końcem kadencji w związku z nominacją na audytora do Europejskiego Trybunału Obrachunkowego, w którym zasiadał do 2000. Później był członkiem władz Maritime Institute of Ireland, m.in. prezesem tego instytutu.